# Gmina zbiorowa Oberharz
Gmina zbiorowa Oberharz (niem. Samtgemeinde Oberhalz) – była gmina zbiorowa położona w niemieckim kraju związkowym Dolna Saksonia, w powiecie Goslar. Siedziba gminy zbiorowej znajdowała się w mieście Clausthal-Zellerfeld. 1 stycznia 2015 gmina zbiorowa została rozwiązana. Miasto Wildemann stało się dzielnicą miasta Clausthal-Zellerfeld, natomiast miasto Altenau połączone zostało z gminą Schulenberg im Oberharz w Altenau-Schulenberg im Oberharz i stało się również dzielnicą Clausthal-Zellerfeld.

## Podział administracyjny
Do gminy zbiorowej Oberharz należały cztery gminy, w tym trzy miasta:
1. Altenau
2. Clausthal-Zellerfeld
3. Schulenberg im Oberharz
4. Wildemann